# John Hersey
John Richard Hersey (Tiencsin, 1914. június 17. – Key West, 1993. március 24.) amerikai író, újságíró.

## Élete
Kínában született, szülei Grace Baird és Roscoe Hershey voltak, mindketten a YMCA misszionáriusai. Hersey hamarabb tanulta meg a kínai nyelvet, mint az angolt. The Call (1985) című regénye szülei és más misszionáriusok életén alapul. Leszármazottja volt az angliai Readingból származott William Herseynek, aki 1635-ben a massachusetts-i Hingam egyik legelső telepese volt.
Hersey tíz éves volt, amikor a család visszatért Amerikába. Két éven át a New York-i Briarcliff Manorban és a Briarcliff High Schoolban tanult. Cserkész lett, ő volt az első a csapatban, aki Eagle Scout kitüntetést kapott. Később a Hotchkiss Schoolba járt, majd a Yale Egyetemre került, ahol tagja lett a Skull and Bones társaságnak két volt osztálytársával Brendan Gill-lel és Richard A. Moore-val együtt. Az egyetemen Amerikai futballt játszott, csapattársa volt a Yale két Heisman-trófea-győztesének, Larry Kelleynek és Clint Franknek. Ezt követően a Cambridge-i Egyetem végzős hallgatója volt.

## Munkássága
Egyetemi évei után 1937-ben Sinclair Lewis magántitkára és sofőre lett, de még 1937 őszén a Time munkatársa lett, ahová azután vették fel, hogy egy esszét publikált a lap rossz minőségéről. 1939-ben a magazin csungkingi irodályába helyezték át. William Saroyan 1940-es Love's Old Sweet Song című darabjában mint a lap szerkesztőjét említi. A második világháború alatt a Newsweekly tudósítójaként az európai és az ázsiai harcokról tudósított. Cikkeket írt a Time és a Life magazinokba. Elkísérte a szövetséges csapatokat a szicíliai Husky hadműveletre (Szicília inváziója), túlélt négy repülőgép-balesetet. A haditengerészeti miniszter elismerésben részesítette a sebesült katonák Guadalcanalról való evakuálásában játszott szerepéért.

### Hirosima

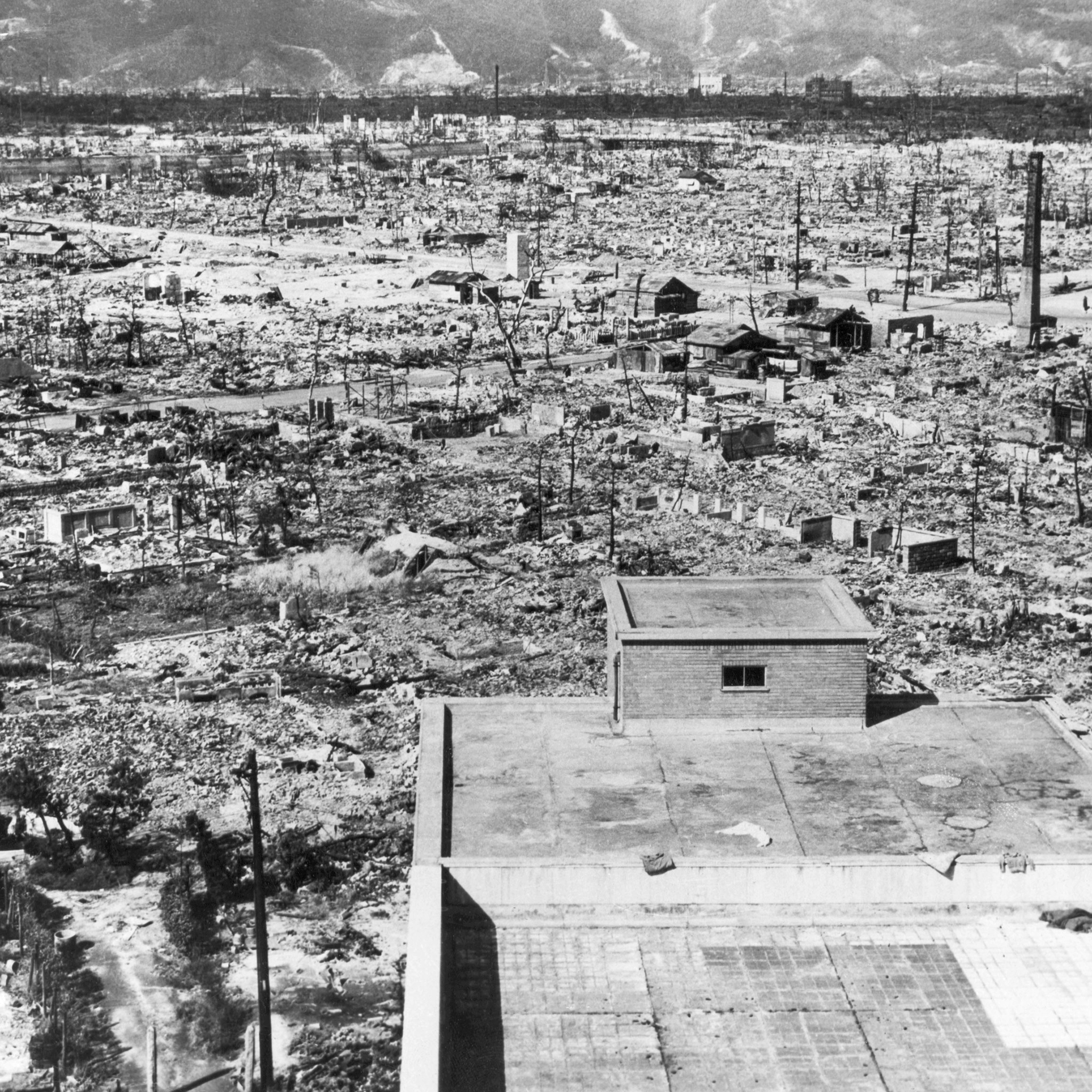
Hiroshima romokban, 1945 október, két hónappal a bomba robbanása után

A háború után, 1945-1946 telén Japánban tartózkodott, s a The New Yorker-nek tudósított a lerombolt ország újjáépítéséről, amikor talált egy dokumentumot, amelyet egy jezsuita misszionárius írt, aki túlélte a Hirosimára ledobott atombombát (lásd: Hirosima és Nagaszaki bombázása). Hersey meglátogatta a misszionáriust, aki más túlélőknek is bemutatta. Ezután nem sokkal megbeszéléseket kezdett William Shawn-nal, a The New Yorker szerkesztőjével egy hosszabb, az atombomba hatásairól szóló írás publikálásáról. Hersey olyan megközelítést javasolt, amely a bombázás túlélőin keresztül közvetíti az atomcsapás embereke gyakorolt hatását.
Hersey 1946 májusában Japánba utazott, ahol három héten át kutatásokat folytatott és túlélőkkel készített interjúkat. Június végén visszautazott Amerikába, s elkezdte írni hat hirosimai túlélő történetét: egy német jezsuita pap, egy özvegy varrónő, két orvos, egy miniszter és egy fiatal nő, aki egy gyárban dolgozott. A munka eredménye a 31000 szavas Hiroshima című cikk volt, amely a The New Yorker 1946. augusztus 31. számában jelent meg, s a ledobott atombombáról és a hat túlélőre gyakorolt hatásáról szól. A cikk szinte a teljes magazint elfoglalta, erre a lap történetében korábban sosem volt példa.

### Egyéb művei
Röviddel a Hiroshima megírása előtt jelentette meg Of Men and War című művét, amely háborús történeteket tartalmazott a haditudósító helyett az egyszerű katonák szemszögéből. Az egyik történetet John Fitzgerald Kennedy és a PT-109-es hajó ihlette (melynek parancsnoka volt Kennedy). Nem sokkal ezután az addigi haditudósító szépirodalmat kezdett publikálni The Wall (1950) című regénye a Varsói gettó létrejöttét és pusztulását írta le. Bestseller lett, 1950-ben National Jewish Book Award-ot kapott, valamint elnyerte a Hillman-díjat is.
A Life magazin egy 1954-es számában jelent meg Why Do Students Bog Down on First R? A Local Committee Sheds Light on a National Problem: Reading című, az amerikai iskolarendszert bíráló cikke. Szintén az iskolarendszert kritizálta The Child Buyer (1960) c. művében. Algiers Motel Incident műve az 1967-es detroiti zavargásokkal foglalkozik.
Első regénye az A Bell for Adano volt (1944), a mű egy szicíliai kisváros amerikai megszállásával foglalkozik. A műből Henry King készített 1945-ben filmet. 1956-os kisregénye, az A Single Pebble az 1920-as évek Kínájában játszódik, s egy fiatal amerikai mérnök történetét meséli el. 1965-ben megjelent White Lotus című műve a polgárjogok megadása előtti afro-amerikai közösség életének tükre, alternatív történelmi formában: a fehér amerikaiakat a kínaiak egy elvesztett háború után rabszolgává teszik.
1965 és 1970 közt a Pierson College tanára volt, ez a Yale egyetem tizenkét bentlakásos főiskolájának egyike. Szókimondó aktivizmusa, illetve a Vietnámi háborúval szembeni korai ellenállása miatt megítélése az öregdiákok körében ellentmondásos volt, de sok tanítványa csodálta. A Fekete Párducok elleni per után Hersey megírta Letter to the Alumni (1970) című művét, amelyben a polgári jogokkal és a háborúellenes aktivizmussal foglalkozott, ezeket próbálta elmagyarázni az őt időnként hevesen támadó öregdiákoknak.
18 éven át írásművészetet tanított szépirodalmi és ismeretterjesztő szakon egyetemistáknak. Utolsó szépirodalmi óráját 1984-ben tartotta a Yale Egyetemen. 1985 folyamán visszatért Hirosimába, ezután megírta Hiroshima: The Aftermath című művét, amely az eredeti történet folytatása. A The New Yorker az 1985. július 15. számában tette közzé a művet, majd a cikket a kötet akkor megjelent új kiadásához csatolták. "Ami 1945 után megvédte a világot az atombombától, az nem a konkrét fegyverektől való félelem, hanem az emlékezés, a Hirosimában történtek emléke volt." – írta Hersey.

## Magyarul megjelent művei
- Hirosima; ford. Gáspár Endre; Dante, Budapest, 1947 (a Galaktika 1979-ben megjelent 37. száma szemelvényeket közöl a műből)
- Az adanói harang. Regény; ford. Máté Elek; Dante, Budapest, 1948
  - (Harangot Adanónak címen is)
- Incidens az Algiers Motelban; ford. Sz. Kiss Csaba; Európa, Budapest, 1971
- Harangot Adanónak; ford. F. Nagy Piroska; Zrínyi, Budapest, 1982 ISBN 9633268087
  - (Az adanói harang címen is)

## Fordítás
- Ez a szócikk részben vagy egészben  a   John Hersey című angol Wikipédia-szócikk ezen változatának fordításán alapul.  Az eredeti cikk szerkesztőit annak laptörténete sorolja fel. Ez a jelzés csupán a megfogalmazás eredetét és a szerzői jogokat jelzi, nem szolgál a cikkben szereplő információk forrásmegjelöléseként.